# Lorenzo asszonya
A Lorenzo asszonya (eredeti cím: La mujer de Lorenzo) 2003-as perui–venezuelai teleregény, amelyet Alejandra Rodríguez alkotott. A főbb szerepekben Adriana Louvier, Guillermo Pérez, Carolina Tejera, Yul Bürkle, Andrea Montenegro és Camucha Negrete látható.
Venezuelában 2003. május 15-én a Venevision, Magyarországon 2006. április 17-én a Zone Romantica mutatta be.

## Történet
Laurita és Lorenzo házassága látszólag tökéletes. Laurita unatkozik ebben a kapcsolatban és Alex mellett keresi a boldogságot. Alex kedvéért kész elhagyni Lorenzot, ám a házassági szerződés értelmében válás esetén semmit sem kapna a vagyonból, ezért el kell érnie, hogy Lorenzo legyen az aki a válást kezdeményezi. A férjének kiszemelt új társ, Lorenzo asszisztense, Silvia. Lorenzo és Silvia között szerelem szövődik és Lorenzo el akar válni Laurita-tól, de ő meggondolta magát és mindent megtesz, hogy férje végül vele maradjon.

## Szereplők
| Színész             | Szerep                                 | Megjegyzés                                                     | Magyar hang         |
| ------------------- | -------------------------------------- | -------------------------------------------------------------- | ------------------- |
| Adriana Louvier     | Silvia Estévez                         | Hercules unokahúga, José lánya                                 | Stéfán Bodor Mária  |
| Guillermo Pérez     | Lorenzo Valenzuela                     | Textiles Paracas tulajdonosa, Laurita férje, Isabela exbarátja | Hajdú Péter         |
| Carolina Tejera     | Laura "Laurita" Benavides de Valezuela | Lorenzo felesége                                               | Debelka Mária       |
| Andrea Montenegro   | Isabela Frugone                        | Lorenzo exbarátnője                                            | Firtos Edit         |
| Yul Bürkle          | Alex Zambano                           | Emperatriz fia, Laurita szeretője                              | Szotyori József     |
| Milene Vásquz       | Natalia 'Nati' García                  | Lorenzo titkárnője, Hercules lánya, Conan testvére             | Fodor Réka          |
| Camucha Negrete     | Emperatriz                             | Alex és Mimi édesanyja                                         | Fábián Enikő        |
| Eduardo Cesti       | Hercules García                        | A Gimnasio Olimpo tulajdonosa, Conan és Nati édesapja          | Seres Lajos         |
| José Luis Ruiz      | Giacomo Bonicelli                      | Divattervező, Toni édesapja                                    | Medgyesfalvy Sándor |
| Leslie Stewart      | Gloria Matos                           | Orlando és Isabela barátnője                                   | Kelemen Tímea       |
| Xavier Pimentel     | Conan García                           | Divattervező, Hercules fia, Nati testvére                      | Hanyecz Róbert      |
| Oscar Beltrán       | Antonio 'Toni' Bonicelli               | Zenész, Giacomo fia                                            | Ábrahám Miklós      |
| Ximena Díaz         | Micaela 'Mimi' Zambrano                | Énekesnő, Emperatriz lánya, Alex testvére                      | Piroska Katalin     |
| Juan Martín Mercado | Orlando                                | Ügyvéd, Lorenzo üzlettársa                                     | Tokaji Csaba        |
| Elizabeth Córdoba   | Antonia                                |                                                                |                     |
| Javier Lobatón      | Juanito                                |                                                                |                     |
| María Fe Fuentes    | Lisette                                | Conan barátnője                                                |                     |
| Ricardo Fernández   | José                                   | Laurita és Silvia édesapja                                     |                     |
| Jesús Delaveaux     |                                        | Rendőr                                                         |                     |